# Freestyle Skateboarding

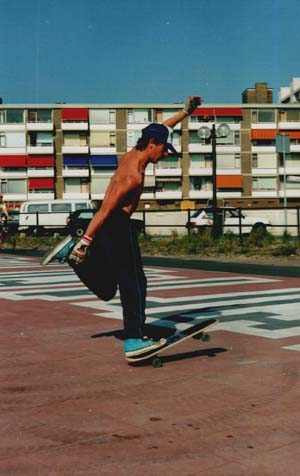
Ein Freestyle Skateboarder bei der Ausführung eines „Tailwheelie Grabs“

Freestyle Skateboarding ist einer der ältesten Stile des Skateboardens und war von den 1960er Jahren bis Anfang der 1990er Jahre mit Unterbrechungen populär. Der letzte große professionelle Freestyle-Skateboarding-Wettbewerb fand im Rahmen des Münster Monster Masterships 1992 statt.
Beim Freestyle liegt der Schwerpunkt auf dem technischen Skateboarden auf ebenem Untergrund. Oft braucht ein Freestyler nicht viel mehr als ein Skateboard und eine glatte, ebene Fläche. Musik und Choreografie waren schon immer ein wesentlicher Bestandteil einer professionellen Freestyle-Routine. Pioniere der Disziplin waren vor allem Rodney Mullen, der über 30 neue Tricks erfunden hat, sowie der 11-fache Freestyle-Weltmeister Guenter Mokulys.

## Geschichte

### 1950er und 1960er
Freestyle wurde in den 1950er Jahren von Mitgliedern der Surfkultur entwickelt. Surfer ahmten ihre Manöver auf dem Wasser auf Skateboards nach, wenn die Bedingungen für das Surfen schlecht waren. In den 1960er Jahren wurden viele Freestyle-Tricks auch aus dem Turnen und Tanzen übernommen.

### 1970er und 1980er
Die folgenden zwei Jahrzehnte waren von einer Entwicklung hin zu technischen, flüssigen und kreativen Routinen geprägt. Zu den einflussreichen Freestyle-Skateboardern der 1970er und 1980er Jahre gehörten Russ Howell, Rodney Mullen, Guenter Mokulys, Joe Humeres und Per Welinder. Der Stil änderte sich in den 1980er Jahren erheblich, als Ollies und auf Ollies basierende Fliptricks erfunden und in die Disziplin eingeführt wurden. Der Ollie wurde zunächst von Alan „Ollie“ Gelfand erfunden, daraufhin entwickelte Mullen den Kickflip, den wohl bekanntesten Skateboardtrick überhaupt.
Aus dem Freestyle Skateboarden entwickelte sich in den 1980ern schließlich das Street Skateboarden. Freestyle verlor an Popularität und ist auch heutzutage kaum bei Wettkämpfen aufzufinden.

## Freestyle Tricks
Die folgende Auswahl an Tricks sind zu den grundlegendsten Tricks im Street Skateboarden geworden, hatten ihren Ursprung jedoch im Freestyle:
- Ollie
- Nollie
- Shove-it
- Pop Shove-it
- Manual
- Kickflip

## Bekannte Freestyle Skater
- Patti McGee
- Guenter Mokulys
- Rodney Mullen
- Russ Howell

## Organisationen
Die California Amateur Skateboard League (C.A.S.L.) wurde 1982 von Frank Hawk mit der Hilfe von Sonja Catalano und Jeanne Hoffmann, gegründet. Die C.A.S.L. ist der Ort, an dem die meisten professionellen Skateboarder aus aller Welt ihre ersten Wettkämpfe austrugen und wird auch heute noch betrieben. 1995 gründete der professionelle Freestyle-Skateboarder Stefan „Lillis“ Åkesson das International Network for Flatland Freestyle Skateboarding (INFFS) und produzierte zusammen mit Daniel Gesmer die Flatline und die Online-Version Flatline Online. Seit der Gründung dieser Initiativen haben sich Freestyle-Skateboarder auf globaler Ebene in einer Weise vernetzt und ausgetauscht, wie es zuvor noch nie der Fall gewesen war. Im Jahr 2000 gründeten Bob Staton, Åkesson und Gesmer die World Freestyle Skateboard Association (WFSA) und weckten damit weiteres Interesse am Freestyle-Skateboarding.